# Neivamyrmex latiscapus
Neivamyrmex latiscapus är en myrart som först beskrevs av Carlo Emery 1901.  Neivamyrmex latiscapus ingår i släktet Neivamyrmex och familjen myror. Inga underarter finns listade i Catalogue of Life.